# 扔沙袋
扔沙袋，是中國民間傳統體育活動及競技遊戲之一，以麻製沙袋作為器材，此運動是以拋、接為主要的動作。

## 沿革
扔沙袋這項運動起源於清朝道光年間，至今已有約200年的歷史，此項運動可以增強臂、投擲力及增強靈敏度。
扔麻袋運動是藉由武術及摔跤發展。
沙袋是帆布、麻布縫製，裡面裝沙子或豆子，形狀分成方形及圓形。沙袋的重量沒有一定，視使用者需求而定。
扔沙袋的玩法有：自扔自接及二人互接、互扔和團體扔接；主要動作有：體前扔接、背箭式扔接、翻身扔接、換手轉耳扔接等；也可將沙袋放在五公尺高的桌面，用手掌拍擊或插擊等。